# Великовічне
Великовічне — село в Бєлорєченському районі Краснодарського краю. Центр Великовічненського сільського поселення.
Населення — 5,7 тис. мешканців (2002).
Село розташовано на правому березі річки Білої, у степовій зоні лівобережжя Кубані, за 18 км північніше Бєлорєченська. Автотраса Усть-Лабинськ — Майкоп. Раніше було два села — Велике і Вічне, старожили ревно оберігають ці топоніми. За 2 км нижче за течією розташований адигейський аул Бжедугхабль.
Бальнеокліматична курортна місцевість, популярна у краї водолікарня.